# Боровое (Абайская область)
Боровое (каз. Бурабай) — село в Бородулихинском районе Абайской области Казахстана. Входит в состав Дмитриевского сельского округа. Код КАТО — 633843200.

## Население
В 1999 году население села составляло 212 человек (106 мужчин и 106 женщин). По данным переписи 2009 года, в селе проживало 129 человек (63 мужчины и 66 женщин).